# Wu wei

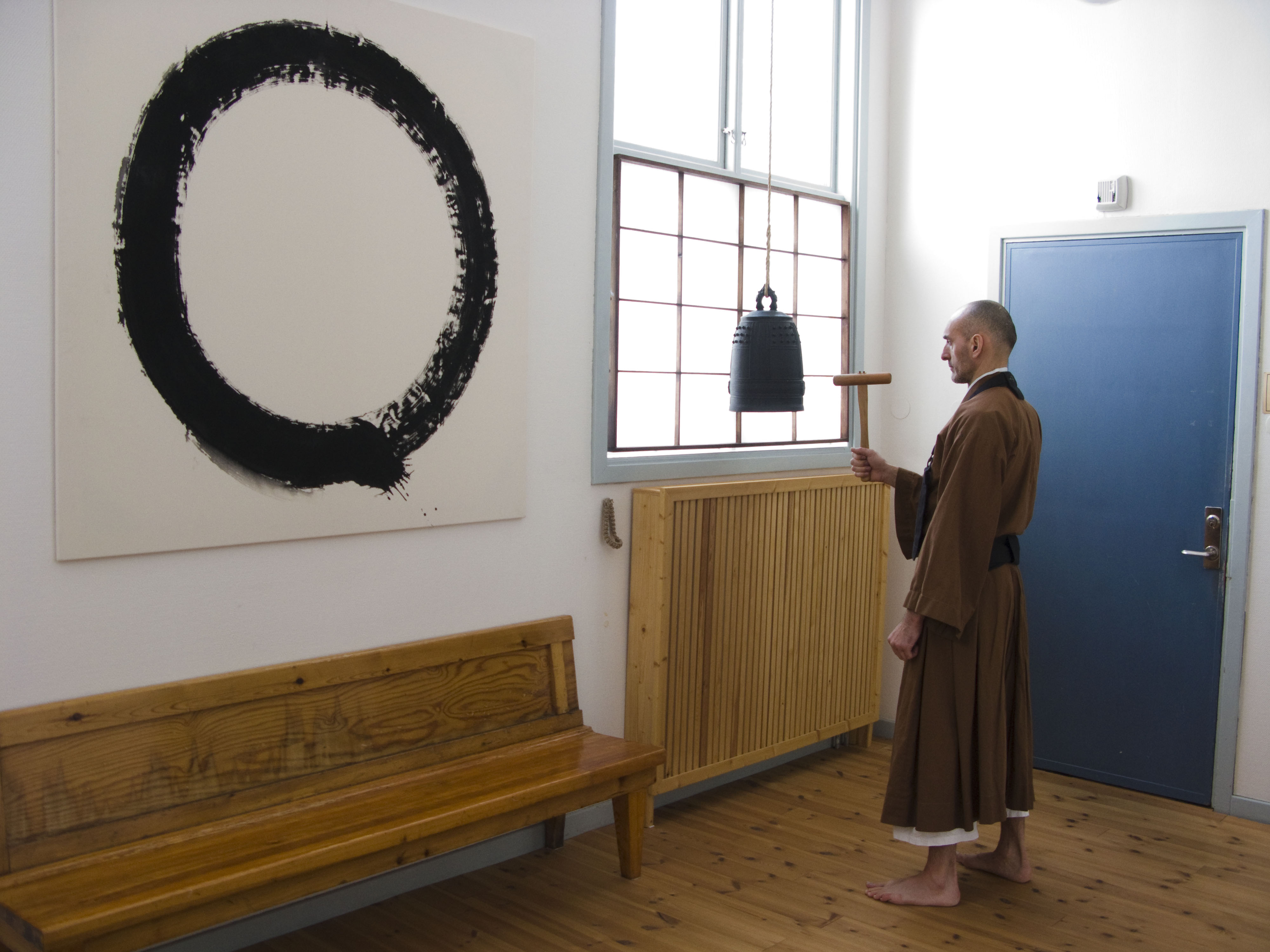
Campana zazen con un ensō en primer plano.

Wu wei (en chino 'inacción'; tradicional: 無為; simplificado: 无为; pinyin: wúwéi) es un término de origen chino que describe un importante aspecto de la filosofía taoísta en el cual la forma más adecuada de enfrentarse a una situación es «no actuar» (forzar), aunque se hace mucho énfasis en la literatura taoísta en que no es lo mismo no actuar que no hacer nada. También significa 'sin esfuerzo' y 'crecimiento'; en el sentido, por ejemplo, de que las plantas crecen por wu wei, es decir, no hacen esfuerzos para crecer, simplemente lo hacen. El wu wei sería, pues, una forma natural de hacer las cosas, sin forzarlas con artificios que desvirtúen su armonía y principio.
En la caligrafía zen el wu wei es representado como un círculo.

## Sinogramas
El término wuwei se compone de los sinogramas 無 y 爲. El primero significa "no", "no ser", "no haber"; el segundo significa "hacer" pero también se puede usar como preposición ("para" o "por"). La traducción literal de wuwei es «no hacer». Debe tenerse presente que la pronunciación del término en chino antiguo era muy diferente *ma ɢʷ(r)ai, en chino clásico *myu hywe y en chino han tardío hablado durante la dinastía han habría sido *muɑA waiA. En la última reconstrucción, el superíndice A se refiere a lo que posteriormente sería la categoría tonal píng que dio lugar al primer tono del mandarín moderno.
Sin embargo, traducirlo como «no hacer» es una traducción engañosa, porque wuwei no alude a la pasividad. Cómo se ha explicado wei también significa «para» o «por», lo cual nos explica que no estamos ante un puro hacer, sino ante un "hacer para" o "hacer por", es decir obrar buscando una finalidad concreta. Por lo tanto lo que se niega es ese hacer intencional. Y lo contrario a un hacer intencional no es "no hacer", es un "hacer no intencional" o en otras palabras un "hacer espontáneo".

## Orígenes
En la antigua forma china tradicional de entender el gobierno (parcialmente confuciana), un soberano sabio sólo tiene que sentarse en el lugar adecuado, practicando la virtud, y su país estará así bien gobernado. En la obra Lun Yu II.1, Confucio compara un príncipe virtuoso con el Polo Norte: Él no se mueve y los diez mil seres se transforman. Hay justificaciones mágicas detrás de esta idea del poder obtenido por medio de "wu wei". Es la teoría de la "Correspondencia" o la "sincronicidad" de Jung, donde el macrocosmos es reflejado (o incluso duplicado) en el microcosmos. De acuerdo con esta teoría, ordenar el palacio del emperador es gobernar bien el país: el palacio es una reproducción homotética del país. La historia china está llena de ejemplos de desastres naturales entendidos como la apertura de una nueva puerta en los muros del palacio imperial. Algunos filósofos, por ejemplo Wang Chong han cuestionado la validez de esta teoría. Una forma más práctica de ver esta teoría podría ser que, haciendo disfrutar al príncipe del "hacer lo menos posible" se restringe el abuso de poder.
En los textos taoístas originales, el Wu wei se asocia a menudo con el agua y su naturaleza pasiva. Aunque el agua es blanda y aparentemente débil, tiene la capacidad de erosionar lentamente la roca sólida. El agua no tiene voluntad (p. ej. voluntad de ajustarse a una forma), oponiéndose a la madera, piedra o cualquier material sólido que pueda ser roto en pedazos. Puede, no obstante, llenar cualquier contenedor, tomar cualquier forma, fluir hasta cualquier sitio e incluso escurrirse por los agujeros más pequeños. Cuando se divide en miles de pequeñas gotas, el agua aún tiene la capacidad de unirse de nuevo y, en ocasiones, formar parte del inmenso océano. Además, debido a que siempre fluye pendiente abajo, el agua permanece en el "valle oscuro" -donde la vida biológica es regenerada- una analogía de los órganos reproductores. Es, por tanto, la práctica del pensamiento Wu wei un modo de actuar que no deja trazas en la naturaleza, invisible, armonioso y que no se delata a sí mismo. Una especial forma de fluir sin influir, de vivir sin interrumpir y de favorecer sin impedir.

## Filosofía
Algunos capítulos del escrito más importante del taoísmo, el Tao Te Ching, atribuido a Lao-Tsé, hace alusión a la "acción decreciente" o "voluntad menguante", como los aspectos clave en el éxito del sabio. La filosofía taoísta reconoce que el universo ya funciona armoniosamente de acuerdo con sus propios principios; cuando el ser humano enfrenta su voluntad contra el mundo, altera la armonía que ya existe. Esto no significa que las personas deban renunciar a su voluntad. Más bien, se trata del cómo actuar en relación con los procesos naturales críticos existentes.
El Wu wei también ha sido traducido como "quietud creativa" o el arte del "dejando ser". Esto no supone un desdén de la razón, más bien es una manera de entender que el Tao está dentro de todas las cosas y seguir ese "camino". Una manera de imaginarse el Wu wei es a través de los escritos de Lao-Tsé donde indica cómo gobernar un reino. En ellos, compara las actividades de gobernar y freír un pescado —mucho calor y la comida se arruina—, es decir, promover el orden pero no oprimir. Para lograr esto, hay que comprender las necesidades del pueblo y no ir en contra de ellas.
Wu wei puede verse como el lado  "negativo" del tao, con el ziran oponiéndose a él, como el "positivo".

## Práctica

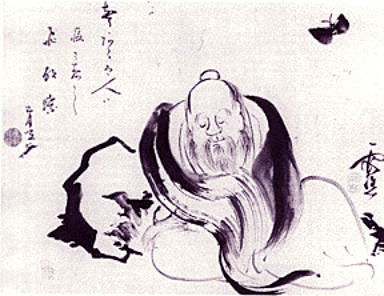
Zhuangzi.

A medida que uno disminuye su "hacer" —aquí entendemos "hacer" como las acciones intencionales encaminadas a beneficiarnos o dirigidas a cambiar o apartar el mundo de su estado y evolución natural— uno disminuye todas las acciones cometidas contra el Tao, la armonía natural ya existente. Desde que uno empieza a cultivar el Tao, alcanza más armonía con el Tao y, de acuerdo con otro gran filósofo Taoísta antiguo, Zhuangzi, logra un estado de Ming o "clarividencia" (similar al estado de satori en la práctica zen[cita requerida], el éxtasis en la mística cristiana[cita requerida], el nirvana budista, y cualquier otro tipo de iluminación[cita requerida] descrita en tantas religiones y prácticas espirituales).
Podemos resumir el pensamiento Wu wei como el dejar estar o dejar fluir. La aceptación del mundo por medio de la aceptación de sus reglas naturales, las cuales no deben tratar de ser cambiadas para alcanzar mayor bienestar ya que con esas acciones sólo conseguimos desequilibrar el Tao, obteniendo por fin todo lo contrario de lo que pretendíamos: incomprensión y sufrimiento.

## Armonía con el tao
Algunos taoístas han perseguido siempre la inmortalidad y han visto que vivir en armonía con el tao es la forma de conseguirla. Cuando se vive en perfecta armonía con el tao, no se malgasta energía; tampoco se hacen cosas que estropean el cuerpo o el espíritu. Algunos taoístas creen que pueden, en teoría, vivir para siempre. Zhuang Zi propuso una imagen para esa idea: un árbol con el tronco retorcido no será cortado por ningún leñador, y vivirá la totalidad de su vida en paz, debido a su aparente inutilidad.[cita requerida]